# Бляник, Элизабет
Эли́забет Бля́ник (нем. Elisabeth Blanik; род. 30 января 1966, Лиенц, Тироль, Австрия) — австрийская государственная деятельница и политик, член Социал-демократической партии Австрии, в 2016—2018 годах была председателем тирольского отделения партии. Состоит в гражданском партнёрстве. Является матерью двоих детей.

## Биография
Родилась в Лиенце 30 января 1966 года. В 1972 году окончила среднюю школу в родном городе. В 1980 году поступила в Экономический женский техникум. Через год перевелась в Федеральную торговую академию в Лиенце, которую окончила в 1986 году. В том же году поступила на архитектурный факультет Венского технологического университета, который окончила с дипломом инженера в 1998 году.
С 1988 по 1991 год работала в архитектурной фирме «Габер-Каррер». С 1991 по 1992 год трудилась в Архитектурном бюро дипломированных инженеров Пауля в Вене. С 1992 по 1994 год работала в архитектурном бюро Лембергер. В 1998 году трудилась в Конненкт-Австрия. В 1999 году вернулась в свой родной город и до 2000 года работала в архитектурном бюро Юнгмана в Лиенце. Затем до 2003 года трудилась в архитектурном бюро «Оберлиц ЦТ ГесмбХ».

### Политическая карьера
21 октября 2003 года стала членом тирольского парламента и членом парламентского финансового комитета. В 2003 году заняла десятое место в партийном списке и вошла в земельный парламент благодаря участию в формировании кабинета министров Социал-демократической партии Австрии. С марта 2004 года была вторым заместителем мэра города Лиенца. На выборах 2008 года заняла второе место в партийном списке Социал-демократической партии Австрии и, таким образом, получила фиксированное место в ландтаге Тироля. В 2011 году была избрана мэром Лиенца. В 2016 году её снова переизбрали на этот пост.
На партийной конференции Тирольского отделения Социал-демократической партии Австрии, состоявшейся 22 октября 2016 года, она была избрана председателем партии с 92,78% голосов, сменив Ингеберта Майра. В ноябре 2018 года отказалась от партийного председательства в Тирольском отделении Социал-демократической партии Австрии. Георг Дорнауэр был назначен исполняющим обязанности руководителя партии, став её преемником 1 мая 2019 года на выездном заседании Тирольского отделения австрийских социал-демократов.